# Józef Lange
Józef Lange (16 de março de 1897 — 11 de agosto de 1972) foi um ciclista polonês de ciclismo de pista.
Competiu representando seu país, Polônia, nos Jogos Olímpicos de Verão de 1924 em Paris, onde conquistou a medalha de prata na prova de perseguição por equipes de 4 km, juntamente com Tomasz Stankiewicz, Franciszek Szymczyk e Jan Lazarski.
Nos Jogos Olímpicos de Verão de 1928 em Amsterdã, Lange participou na mesma prova, junto com Alfred Reul, Jan Zybert e Józef Oksiutycz, sendo eliminado nas quartas de final. Na corrida de 1 km contrarrelógio, terminou em sexto lugar.